# Kabinett Shinzō Abe III (1. Umbildung)
Das zum ersten Mal umgebildete dritte Kabinett Abe (japanisch 第3次安倍第1次改造内閣 daisanji Abe daiichiji kaizō naikaku) regierte Japan unter Führung von Premierminister Shinzō Abe von einer Kabinettsumbildung am 7. Oktober 2015, die Abe nach seiner turnusmäßigen Wiederwahl als LDP-Vorsitzender ohne Gegenkandidat durchführte, bis zu einer erneuten Kabinettsumbildung am 3. August 2016. Dem Koalitionskabinett aus Liberaldemokratischer Partei und Kōmeitō gehörten bei Amtsantritt nur Abgeordnete aus dem nationalen Parlament an: einschließlich Premierminister 17 aus dem Unterhaus, drei aus dem Oberhaus – wegen der fast durchgehend seit Einführung der Obergrenze meistens bestehenden „besonderen Umstände“, des Wiederaufbaugesetzes und des Olympiasondermaßnahmengesetzes liegt die Maximalzahl der Minister derzeit fünf über dem eigentlich vom Gesetz vorgesehenen Wert. Neun Minister (ohne Premier) wurden aus dem bisherigen Kabinett übernommen, neun gehörten erstmals einem Kabinett an.
Nachdem das sonst übliche Herbstparlament 2015 nicht einberufen worden war, stellte sich die Regierung erstmals im Januar 2016 dem 190. (regulären) Parlament, das unter anderem mit den Beratungen für den Zusatzhaushalt zum Fiskaljahr 2015 eröffnete. Unter diesem Kabinett fanden zwei Nachwahlen zum Unterhaus im April 2016 (die Regierung gewann Hokkaidō 5, die Opposition Kyōtofu 3) und die reguläre Wahl zum Oberhaus im Juli 2016 statt, bei der die Regierungskoalition zwar insgesamt Sitzgewinne verzeichnete und ihre Mehrheit ausbaute, aber die Minister Iwaki und Shimajiri abgewählt wurden. Wenige Wochen später besetzte Abe LDP-Führung und Kabinett neu.
Alle LDP-Minister waren Mitglieder in mindestens einer von drei wichtigen konservativen Parlamentariergruppen: der nationalen Abgeordnetenkonferenz der Nippon Kaigi (Nippon kaigi kokkai giin kondankai), der nationalen Abgeordnetenkonferenz des Shinseiren (Shintō seiji renmei kokkai giin kondankai) und der Parlamentariergruppe für gemeinsame Besuche im Yasukuni-Schrein (Minna de Yasukuni-jinja ni sampai suru kokkai giin no kai).
| Ministerressort | Weitere Aufgaben | Minister                               | Bild              | Parlamentskammer (Wahlkreis)               | Fraktion | Faktion  |
| --- | --- | -------------------------------------- | ----------------- | ------------------------------------------ | -------- | -------- |
| Premier | – | Shinzō Abe                             | Shinzō Abe        | Unterhaus (Yamaguchi 4)                    | LDP      | (Hosoda) |
| Finanzen Besondere Aufgaben (Finanzsektor)                                                                                                  | „Überwindung der Deflation“ (defure dakkyaku) 1. Vertreter des Premierministers (Vizepremier) | Tarō Asō                               | Tarō Asō          | Unterhaus (Fukuoka 8)                      | LDP      | Asō      |
| Allgemeine Angelegenheiten | – | Sanae Takaichi                         | Sanae Takaichi    | Unterhaus (Nara 2)                         | LDP      | –        |
| Justiz | – | Mitsuhide Iwaki                        | Mitsuhide Iwaki   | Oberhaus (Fukushima) → –                   | LDP      | Hosoda   |
| Auswärtige Angelegenheiten | 5. Vertreter des Premierministers | Fumio Kishida                          | Fumio Kishida     | Unterhaus (Hiroshima 1)                    | LDP      | Kishida  |
| Kultus und Wissenschaft | „Bildungserneuerung“ (kyōiku saisei) | Hiroshi Hase                           | Hiroshi Hase      | Unterhaus (Ishikawa 1)                     | LDP      | Hosoda   |
| Soziales und Arbeit | – | Yasuhisa Shiozaki                      | Yasuhisa Shiozaki | Unterhaus (Ehime 1)                        | LDP      | –        |
| Land-, Forst- und Fischereiwirtschaft | – | Hiroshi Moriyama                       | Hiroshi Moriyama  | Unterhaus (Kagoshima 5)                    | LDP      | Ishihara |
| Wirtschaft und Industrie Besondere Aufgaben (Organisation für Atomkraftentschädigungen)                                                     | „Wettbewerbsfähigkeit der Industrie“ (sangyō kyōsōryoku) „wirtschaftliche Schäden durch Atomkraft“ (genshiryoku keizai higai) | Motoo Hayashi                          | Motoo Hayashi     | Unterhaus (Chiba 10)                       | LDP      | Nikai    |
| Land und Verkehr | „Maßnahmen zum Wasserkreislauf“ (mizujunkan seisaku) | Keiichi Ishii                          | Keiichi Ishii     | Unterhaus (Verhältniswahlblock Kita-Kantō) | Kōmeitō  | –        |
| Umwelt Besondere Aufgaben (Atomkraftkatastrophenschutz)                                                                                     | – | Tamayo Marukawa                        | Tamayo Marukawa   | Oberhaus (Tōkyō)                           | LDP      | Hosoda   |
| Verteidigung | – | Gen Nakatani                           | Gen Nakatani      | Unterhaus (Kōchi 1)                        | LDP      | Tanigaki |
| Kabinettssekretariat | „Verringerung der Last der Stützpunkte in Okinawa“ (Okinawa kichi futan keigen) 2. Vertreter des Premierministers | Yoshihide Suga                         | Yoshihide Suga    | Unterhaus (Kanagawa 2)                     | LDP      | –        |
| Wiederaufbau | „umfassende Erholung vom Atomkraftunfall von Fukushima“ (Fukushima gempatsu jiko saisei sōkatsu) | Tsuyoshi Takagi                        | Tsuyoshi Takagi   | Unterhaus (Fukui 2)                        | LDP      | Hosoda   |
| Nationale Kommission für Öffentliche Sicherheit Besondere Aufgaben (Verbraucher, Lebensmittelsicherheit; Deregulierung; Katastrophenschutz) | „Verwaltungsreform“ (gyōsei kaikaku) „nationaler öffentlicher Dienst“ (kokka kōmuin seido) | Tarō Kōno                              | Tarō Kōno         | Unterhaus (Kanagawa 15)                    | LDP      | Asō      |
| Besondere Aufgaben (Okinawa, Nordgebiete; Wissenschaft, Technologie; Raumfahrt)                                                             | „Maritime Angelegenheiten, Territorialkonflikte“ (kaiyō seisaku・ryōdo mondai) IT-Politik (jōhō tsūshin gijutsu （ai-tī） seisaku) die „Cool-Japan-Strategie“ (kūru japan senryaku) | Aiko Shimajiri                         | Aiko Shimajiri    | Oberhaus (Okinawa) → –                     | LDP      | Nukaga   |
| Besondere Aufgaben (Wirtschafts-, Fiskalpolitik)                                                                                            | „Wirtschaftserneuerung“ (keizai saisei) „integrierte Reform von Sozialsicherungssystem & Steuern“ (shakai hoshō・zei ittai kaikaku) 3. Vertreter des Premierministers | Akira Amari (bis 28. Januar 2016)      | Akira Amari       | Unterhaus (Kanagawa 13)                    | LDP      | –        |
| Besondere Aufgaben (Wirtschafts-, Fiskalpolitik)                                                                                            | „Wirtschaftserneuerung“ (keizai saisei) „integrierte Reform von Sozialsicherungssystem & Steuern“ (shakai hoshō・zei ittai kaikaku) 3. Vertreter des Premierministers | Nobuteru Ishihara (ab 28. Januar 2016) | Nobuteru Ishihara | Unterhaus (Tokio 8)                        | LDP      | Ishihara |
| Besondere Aufgaben (Geburtenrückgang; Geschlechtergleichstellung)                                                                           | „Aktivierung aller 100 Millionen“ (ichi-oku-sō-katsuyaku) [Regierungsprogramm zur Stabilisierung der Bevölkerungszahl bei >100 Millionen, um ohne Einwanderung in großem Maßstab bei verstärkter Nutzung inländischer Arbeit, Freiwilligentätigkeit, etc. die Wirtschaftsleistung um ein Fünftel zu steigern, siehe Abenomics] „Aktivierung von Frauen“ (josei katsuyaku) [siehe Abenomics bzw. „Womenomics“] „Sai-Challenge“ (saicharenji) [Regierungsprogramm für Berufs(wieder)einstieg] das Entführungsproblem (rachi mondai) [siehe Entführungen japanischer Staatsbürger durch die DVRK] „Stärkung der Zähigkeit des Landes“ (kokudo kyōjinka) [Regierungsprogramm zur Katastrophenschutzinfrastruktur] | Katsunobu Katō                         |                   | Unterhaus (Okayama 5)                      | LDP      | Nukaga   |
| Besondere Aufgaben (nationale strategische Sonderzonen [siehe Abenomics])                                                                   | „Regionalbelebung“ (chihō sōsei) 4. Vertreter des Premierministers | Shigeru Ishiba                         | Shigeru Ishiba    | Unterhaus (Tottori 1)                      | LDP      | Ishiba   |
| Staatsminister (ohne Geschäftsbereich) | Olympische & Paralympische Spiele Tokio (Tōkyō orimpikku kyōgi taikai・Tōkyō pararimpikku kyōgi taikai) | Toshiaki Endō                          | Toshiaki Endō     | Unterhaus (Yamagata 1)                     | LDP      | Tanigaki |

## Rücktritt
- Wirtschaftsplanungsminister Amari trat im Januar 2016 über Bestechungsvorwürfe zurück.[2]